# Brace for Impact (Persiana Jones)
Brace for Impact (2003) è il sesto album del gruppo Ska italiano Persiana Jones.

## Tracce
1. Brace for Impact
2. Troppo vuoto
3. Non ho smesso
4. Non certo eroi
5. Nessun altro
6. La nave
7. Esser così
8. Livin la vida loca
9. Non sopporto
10. Io sto bene
11. Un'emozione